# Hot Buttered Soul
Hot Buttered Soul è il secondo album del musicista soul statunitense Isaac Hayes, pubblicato nel 1969 da Enterprise Records. 
Hot Buttered Soul ha visto la partecipazione dei Bar-Kays e contiene quattro lunghi brani sensuali che fondono pop, soul, psichedelia e R&B. I più celebri sono le due cover di Walk On By di Burt Bacharach, anche pubblicata come singolo lo stesso anno, e By the Time I Get to Phoenix di Jimmy Webb.
Tra i più grandi successi di Hayes, Hot Buttered Soul si è inserito al vertice della classifica dei "Black Albums" per dieci settimane consecutive, venendo certificato disco d'oro dalla RIAA a circa due mesi dall'uscita.  L'album viene oltretutto considerato una pietra miliare della musica soul.

## Antefatti
Il mese di maggio del 1968, durante la scissione tra l'Atlantic Records e la Stax Records, quest'ultima perse tutto il suo catalogo. Per ricostruirlo, Al Bell, il dirigente della Stax, ha quindi ordinato a tutti gli artisti della sua etichetta di pubblicare, nell'arco di pochissimo tempo, un totale di 27 album e 30 singoli. Oltre ai musicisti, anche alcuni membri dello staff, tra cui Isaac Hayes e il chitarrista Steve Cropper, sono stati obbligati a registrare degli album solisti.
Demotivato a causa dei pessimi riscontri commerciali del suo debutto Presenting Isaac Hayes (1968) e quindi intenzionato a tornare a lavorare come produttore e cantautore, Hayes disse a Bell che avrebbe pubblicato un nuovo album solamente se gli fosse stato concesso il totale controllo creativo. Convinto delle potenzialità di Hayes, Bell ha accettato tali compromessi.

## Produzione e composizione
Hot Buttered Soul è stato prodotto da Al Bell, Allen Jones e Marvell Thomas e registrato dall'ingegnere del suono Terry Manning presso gli Ardent Studios di National Street, a Memphis. L'organico degli artisti che hanno preso parte alle sessioni del disco ha compreso Hayes (voce, organo Hammond) e una formazione da lui diretta, composta dai Bar-Kays e Thomas al pianoforte. Per velocizzare la pubblicazione di Hot Buttered Soul, il produttore Don Davis lo ha spedito presso gli United Sound Studios di Detroit assieme ad altri dischi che verranno poi pubblicati dalla Stax. Durante questa fase della realizzazione dell'album, Johnny Allen ha arrangiato gli archi e i fiati, poi registrati presso gli United Sound Studios dall'ingegnere del suono Ed Wolfrum, mentre Russ Terrana si è occupato del missaggio del disco. Per ricreare un sound orchestrale sontuoso, i produttori si sono serviti delle tecniche del pre-delay e del riverbero. L'album è stato pubblicato il mese di giugno del 1969.

## Accoglienza
| Recensione          | Giudizio |
| ------------------- | -------- |
| AllMusic            | [ 1 ]    |
| Robert Christgau    | C        |
| Pitchfork           | [ 10 ]   |
| Rolling Stone       | [ 11 ]   |
| Virgin Encyclopedia | [ 12 ]   |
| Piero Scaruffi      | [ 13 ]   |

Hot Buttered Soul ha raggiunto la posizione numero 1 della R&B chart e la numero 8 della Billboard 200.
La critica ha espresso giudizi molto positivi quasi all'unanimità. Secondo AllMusic Hot Buttered Soul è forse il secondo miglior disco di Hayes dopo Black Moses del 1971. Lo stesso sito afferma che l'album ha contribuito ad aprire la strada a molto R&B. Nel 2020 Rolling Stone ha inserito l'album alla posisione numero 373 nella sua lista dei 500 migliori album di tutti i tempi.
Hot Buttered Soul è uno degli album preferiti di Henry Rollins.

## Tracce
Lato A
1. Walk On By – 12:03 (Burt Bacharach, Hal David)
2. Hyperbolicsyllabicsesquedalymistic – 9:38 (Isaac Hayes, Alvertis Isbell)

Lato B
1. One Woman – 5:10 (Charles Chalmers, Sandra Rhodes)
2. By the Time I Get to Phoenix – 18:42 (Jimmy Webb)

## Classifiche settimanali
| Classifica (1969) | Posizione massima |
| ----------------- | ----------------- |
| Stati Uniti       | 8                 |
| US Black Albums   | 1                 |